# Fukazawa Ryosuke
Ryosuke Fukazawa (sinh ngày 29 tháng 6 năm 1983) là một cầu thủ bóng đá người Nhật Bản.

## Sự nghiệp câu lạc bộ
Ryosuke Fukazawa đã từng chơi cho Shimizu S-Pulse.